# Mactan
Mactan je ostrov na Filipínách. Nachází se ve správním regionu Central Visayas u východního pobřeží ostrova Cebu. Má rozlohu 65 km² a žije na něm 460 000 obyvatel, většina z nich patří k národu Bisaya. Největším městem je Lapu-Lapu.
Ostrov má mezinárodní letiště Mactan–Cebu a s Cebu ho spojuje 864 m dlouhý most Sergio Osmeña Bridge. Obklopuje ho korálový útes Danajon Bank. Ostrov žije převážně z turistiky, v okolním moři je možno provozovat potápění a jachting. Místní obyvatelé se zabývají výrobou kytar a šperků.
V roce 1521 sem připlul na své cestě kolem světa Fernão de Magalhães. Pokřtil náčelníka z Cebu Humabona a vypravil se s jeho vojskem proti náčelníkovi Mactanu Lapu-Lapu. 27. dubna 1521 došlo k bitvě, v níž obyvatelé Mactanu vpád odrazili a Magalhães v boji padl.
Město Opon bylo v roce 1961 přejmenováno na Lapu-Lapu a nachází se v něm park s pomníky Lapu-Lapua i Magalhãese.